# FIFA 17
FIFA 17 là game bóng đá mô phỏng nằm trong loạt trò chơi FIFA được EA Canada phát triển và được EA Sports phát hành. Game được phát hành vào ngày 27 tháng 9 năm 2016 tại Bắc Mỹ và 29 tháng 9 năm 2016 cho phần còn lại của thế giới. FIFA 17 là game đầu tiên trong loạt trò chơi FIFA sử dụng game engine Frostbite. Cầu thủ Marco Reus của Borussia Dortmund đã xuất hiện trên ảnh bìa của FIFA 17.

## Lối chơi
Các tính năng mới trong FIFA 17 bao gồm các kỹ thuật tấn công mới, đại tu cầu thủ thể chất, hệ thống trí thông minh tích cực và viết lại mảnh thiết lập. EA cũng đã thông báo tại Gamescom 2016 rằng Squad Building Challenges và FUT Champions sẽ có trong FIFA Ultimate Team, nhưng không có trong các phiên bản Xbox 360 và PlayStation 3 của trò chơi.
Phần bình luận một lần nữa được đưa ra bởi Martin Tyler và Alan Smith với Alan McInally (cập nhật tỷ số trong trò chơi), Geoff Shreeves (báo cáo chấn thương) và Mike West (kết quả phân loại cho các giải đấu lớn). Bình luận bằng các ngôn ngữ khác (chẳng hạn như tiếng Tây Ban Nha và tiếng Pháp) cũng được cung cấp.
EA Sports đã thông báo tại E3 2016 rằng họ sẽ có tất cả 20 hình tượng của các huấn luyện viên Giải bóng đá Ngoại hạng Anh 2016–17 trong trò chơi. Các màn ăn mừng bàn thắng mới, chẳng hạn như kiểu 'Dab' của Paul Pogba và 'M' của Mesut Özil, là tính năng trong trò chơi.
Vào ngày 23 tháng 6 năm 2016, EA Sports thông báo rằng J1 League và J.League Cup sẽ lần đầu tiên xuất hiện trong trò chơi. Vào ngày 4 tháng 9 năm 2016, EA Sports đã thông báo tại Brasil Game Show 2016 rằng 18 đội Campeonato Brasileiro Série A sẽ góp mặt trong giải đấu tương ứng của họ (Corinthians và Flamengo, những người đã ký hợp đồng độc quyền với Konami cho Pro Evolution Soccer, sẽ không xuất hiện). Năm đội Série B cũng tham gia trò chơi. Các đội Brazil trong trò chơi có tên cầu thủ chung mà người dùng không thể thay đổi. Các đội nữ đã được giới thiệu trong FIFA 16, cũng trở lại, với Đội tuyển bóng đá nữ quốc gia Na Uy được thêm vào loạt trận.

## The Journey
FIFA 17 đã giới thiệu một chế độ chiến dịch một người chơi theo cốt truyện mới, "The Journey" (Hành trình), cho PS4, Xbox One và Windows. Người chơi sẽ vào vai Alex Hunter (Adetomiwa Edun lồng tiếng và làm mẫu), một cầu thủ bóng đá trẻ đang cố gắng tạo dấu ấn tại Giải bóng đá Ngoại hạng Anh. Người chơi có thể chọn bất kỳ câu lạc bộ Ngoại hạng Anh nào để thi đấu vào đầu mùa giải. Cầu thủ này chỉ có thể chơi ở vị trí tiền vệ cánh phải, tiền đạo cánh, tiền vệ cánh trái hoặc tiền vệ tấn công trung tâm. Chế độ câu chuyện cũng có bánh xe đối thoại, tương tự như loạt Mass Effect. Trò chơi thậm chí còn có một vài sự xuất hiện của những cầu thủ bóng đá khác như James Rodríguez, Marco Reus và Harry Kane.

### Cốt truyện
Alex Hunter là một nam thanh niên 17 tuổi hư cấu đến từ Clapham, Luân Đôn. Ông nội của Hunter là cựu tiền đạo người Anh Jim Hunter, người đã ghi 22 bàn trong mùa giải 1968–69. Dưới sự hướng dẫn của ông nội, mục tiêu cuộc đời của Hunter là trở thành một cầu thủ bóng đá ở Ngoại hạng Anh. Trò chơi bắt đầu với một trận bóng đá giữa hai đội trẻ, một trong số đó có sự góp mặt của Hunter và người bạn thân nhất của anh, Gareth Walker. Sau loạt sút luân lưu mà Hunter hoặc Walker ghi bàn thắng quyết định, một tuyển trạch viên đã nhận xét về tài năng của Alex Hunter với Jim Hunter. Bảy năm sau, Alex Hunter và Gareth Walker tham gia thử nghiệm xuất cảnh có thể thất bại tùy thuộc vào cách Alex Hunter thực hiện. Nếu người chơi không thành công, họ sẽ phải thực hiện lại lần thử thoát. Nếu họ thành công thì Hunter ký hợp đồng với một câu lạc bộ Ngoại hạng Anh. Hunter sớm biết rằng Walker đã tham gia cùng một câu lạc bộ.